# 藤代バイパス
藤代バイパス（ふじしろバイパス）は、茨城県の取手市から龍ケ崎市に至る、全長約6.1kmの国道6号のバイパスである。

## 概要
- 起点 : 茨城県取手市酒詰
- 終点 : 茨城県龍ケ崎市庄兵衛新田町
- 全長 : 6.14km
- 規格 : 第3種1級
- 設計速度
  - 一般部 : 80km/h
  - 橋梁部 : 60km/h
- 道路幅員
  - 一般部 : 30.0m
  - 橋梁部 : 26.3m（藤代大橋）、9.25m*2（牛久沼大橋）
- 車線数 : 暫定2車線（完成4車線）
- 車線幅員 : 3.5m

現在は全区間が供用しているが、ほとんどの区間が暫定2車線となっている。

## 接続するバイパスの位置関係
（柏方面）取手バイパス - 藤代バイパス - 牛久土浦バイパス - 土浦バイパス - 千代田石岡バイパス（水戸方面）

## 交差する道路
| 交差する道路                        | 交差する場所 | 交差する場所 | 東京から (km) |
| ----------------------------------- | ------------ | ------------ | ------------- |
| 国道6号（取手バイパス）柏方面       |              |              |               |
| 茨城県道208号長沖藤代線             | 取手市       | 小浮気       |               |
| 県道251号守谷藤代線                 | 取手市       | 藤代         |               |
| 茨城県道208号長沖藤代線             | 龍ケ崎市     | 八間堰       |               |
| 県道243号八代庄兵衛新田線           | 龍ケ崎市     | 牛久沼東     |               |
| 国道6号（牛久土浦バイパス）土浦方面 |              |              |               |

## 沿革
- 1980年度 : 都市計画決定
- 1980年度 : 事業化
- 1993年11月 : 取手市小浮気 - 取手市藤代(1.3km)暫定2車線で供用開始
- 2001年3月 : 取手市酒詰 - 取手市小浮気(0.52km)拡幅完成。取手市藤代 - 龍ケ崎市佐貫(2.6km)暫定2車線で供用開始
- 2005年3月20日 : 牛久沼大橋(546m)を含む取手市新川 - 龍ケ崎市庄兵衛新田(1.4km)暫定2車線で供用開始